# تسلسل سانغر

تسلسل سانغر لتحديد الحمض النووي الريبوزي منقوص الإكسجين.

تسلسل سانغر طريقة لتحديد تسلسل الحمض النووي الريبوزي منقوص الأكسجين (الدنا) تعتمد على الفصل الكهربائي، وتستند إلى الإدراج العشوائي للديوكسي نوكليوتيدات التي تُوقف السلسلة بواسطة إنزيم بوليمراز الدنا في أثناء عملية تضاعف الدنا في المختبر. طُورت هذه الطريقة لأول مرة من قبل فريدريك سانغر وزملائه عام 1977، وأصبحت الطريقة الأكثر استخدامًا لتحديد تسلسل الدنا لمدة تقارب 40 عامًا. في مارس 1987، طُرح أول جهاز آلي يعتمد على الفصل الكهربائي الهلامي الصفيحي والعلامات الفلورية في الأسواق من قبل شركة أبلايد بيوسيستيمز. لاحقًا، استُبدلت هذه الأجهزة الآلية بأنظمة الفصل الكهربائي الشعري الآلية. في الآونة الأخيرة، استُبدل تسلسل سانغر واسع النطاق بتقنيات الجيل التالي لتحديد تسلسل الدنا، خاصةً في التحليلات الجينومية الآلية واسعة النطاق. مع ذلك، ما تزال طريقة سانغر تُستخدم على نطاق واسع في المشاريع الأصغر وفي التحقق من نتائج التسلسل العميق. تتمتع هذه الطريقة بميزة مقارنةً بتقنيات التسلسل قصيرة القراءة، مثل إلومينا، إذ يمكنها إنتاج قراءات لسلاسل دنا يتجاوز طولها 500 نوكليوتيد، مع معدل خطأ منخفض جدًا ودقة تصل إلى نحو 99.99%. ما يزال تسلسل سانغر يُستخدم بنشاط في مبادرات الصحة العامة، مثل تحديد تسلسل البروتين الشوكي لفيروس كورونا المرتبط بالمتلازمة التنفسية الحادة الشديدة النوع 2 (سارس كوف-2)، بالإضافة إلى مراقبة تفشي نوروفيروس عبر شبكة المراقبة كالسينت التابعة لمراكز السيطرة على الأمراض والوقاية منها.

## الطريقة
تتطلب طريقة إنهاء السلسلة الكلاسيكية قالب دنا أحادي السلسلة ودنا بادئ (مشرع) وإنزيم بوليميراز الدنا وديوكسي نوكليوتيدات ثلاثية الفوسفات عادية (دي إن تي بّي)، بالإضافة إلى دي-ديوكسي نوكليوتيدات ثلاثية الفوسفات المعدلة (دي دي إن تي بّي)، والتي تؤدي إلى إنهاء استطالة سلسلة الدنا. تفتقر هذه النوكليوتيدات الموقِفة للسلسلة إلى مجموعة 3´-OH الضرورية لتكوين رابطة فوسفات ثنائي الأستر بين نوكليوتيدين، ما يؤدي إلى توقف إنزيم بوليميراز الدنا عن تمديد السلسلة عند إدراج دي دي إن تي بّي معدل. يمكن وسم جزيئات ديد دي إن تي بّي باستخدام علامات إشعاعية أو فلورية لكشفها في أجهزة التسلسل الآلي.
يتم تقسيم عينة الدنا إلى أربع تفاعلات تسلسل منفصلة، تحتوي كل منها على جميع الديوكسي نوكليوتيدات القياسية (دي إيه تي بّي، دي جي تي بّي، دي سي تي بّي، دي تي تي بّي) وإنزيم بوليمراز الدنا. يُضاف إلى كل تفاعل واحد فقط من الدي ديوكسي نوكليوتيدات (دي دي إيه تي بّي، دي دي جي تي بّي، دي دي سي تي بّي، دي دي تي تي بّي)، بينما تكون النوكليوتيدات الأخرى عادية. يجب أن يكون تركيز الديوكسي نوكليوتيدات العادية أعلى بنحو 100 مرة من تركيز الدي ديوكسي نوكليوتيدات المقابلة (مثلًا، 0.5 ميلي مولار من جزيئات دي إن تي بّي مقابل 0.005 ميلي مولار من جزيئات دي دي إن تي بّي) للسماح بإنتاج عدد كافٍ من القطع (الشدف) مع الاستمرار في نسخ التسلسل الكامل (يعتمد تركيز دي دي إن تي بّي أيضًا على الطول المطلوب للتسلسل). بترتيب أكثر منطقية، هناك حاجة إلى أربع تفاعلات منفصلة في هذه العملية لاختبار جميع أنواع دي دي إن تي بّي الأربعة. بعد عمليات تمديد الدنا القالب من البادئ المرتبط، يتم إفساد (تمسخ) قطع الدنا الناتجة بالحرارة وتُفصل حسب الحجم باستخدام الفصل الكهربائي الهلامي. في النشر الأصلي لعام 1977، كان تكوّن حلقات قواعد مزدوجة من الدنا أحادي السلسلة سببًا لصعوبة فصل الأشرطة في بعض المواقع. تُجرى هذه العملية غالبًا باستخدام جيل عديد الأكريلاميد-يوريا عامل تمسخ، مع تشغيل كل من التفاعلات الأربعة في واحد من أربعة مسارات فردية (المسارات إيه وتي وجي وسي). بعد ذلك، يمكن رؤية أشرطة الدنا بواسطة صور الإشعاعي الذاتي أو الأشعة فوق البنفسجية، ويمكن قراءة تسلسل الدنا مباشرةً من فيلم الأشعة السينية أو صورة الهلام.

### الأتمتة وتحضير العينات
يمكن لأجهزة تسلسل الدنا الآلية تحديد تسلسل ما يصل إلى 384 عينة من الدنا في دفعة واحدة، مع إمكانية تشغيل الدفعات حتى 24 مرة يوميًا. تفصل أجهزة التسلسل خيوط الدنا حسب الحجم أو الطول باستخدام الفصل الكهربائي الشعري، إذ تكشف التألق الصبغي وتسجله، وتولّد البيانات على شكل مخططات كروماتوغرافية لنقاط التألق الفلوري. تُجرى تفاعلات التسلسل (التدوير الحراري والوسم)، بالإضافة إلى تنقية العينات وإعادة تعليقها في محلول منظم، بشكل منفصل قبل تحميل العينات على الجهاز المُسلسِل. تتوفر عدة حزم برمجية، سواء تجارية أو غير تجارية، يمكنها إزالة إشارات الدنا منخفضة الجودة تلقائيًا، إذ تقيّم هذه البرامج جودة كل إشارة وتحذف القمم القاعدية منخفضة الجودة (والتي توجد عادةً في نهايات التسلسل). رغم أن دقة هذه الخوارزميات لا تصل إلى دقة الفحص البصري الذي يجريه المشغل البشري، تبقى كافية لمعالجة مجموعات البيانات الكبيرة تلقائيًا.

### التحديات
تشمل التحديات الشائعة في تحديد تسلسل الدنا باستخدام طريقة سانغر انخفاض جودة التسلسل في أول 15-40 قاعدة نتيجة ارتباط البادئ، بالإضافة إلى تدهور جودة إشارات التسلسل بعد 700-900 قاعدة. غالبًا ما تستخدم برامج تحليل القواعد، مثل فريد، لتقدير جودة التسلسل والمساعدة في قص المناطق منخفضة الجودة.
في الحالات التي يتم فيها استنساخ قطع الدنا قبل التسلسل، قد يحتوي التسلسل الناتج على أجزاء من الناقل المستخدم في عملية الاستنساخ. على العكس، فإن تقنيات الاستنساخ المعتمدة على تفاعل البوليمراز المتسلسل (بّي سي آر) وتقنيات الجيل التالي من التسلسل التي تعتمد على تفاعل سلسلة البايرو غالبًا ما تتجنب استخدام النواقل الاستنساخية. مؤخرًا، طُورت طرق تسلسل سانغر أحادية الخطوة، مثل أمبليسيك وسيكشارب، والتي تجمع بين التضخيم والتسلسل، ما يسمح بالتسلسل السريع للجينات المستهدفة دون الحاجة إلى استنساخ أو تضخيم مسبق.
حاليًا، يمكن للتقنيات المتاحة تحديد تسلسل أجزاء قصيرة نسبيًا من الدنا يتراوح طولها بين 300 و1000 نوكليوتيد في تفاعل واحد. يكمن العائق الأساسي أمام تسلسل قطع الدنا التي تتجاوز هذا الحد في عدم كفاية قوة الفصل للتمييز بين القطع الطويلة التي تختلف في الطول بنوكليوتيد واحد فقط.

## تسلسل سانغر الميكروفلويدي
تسلسل سانغر الميكروفلويدي (تكنولوجيا الموائع الدقيقة) هو تطبيق لمبدأ مختبر على رقاقة في تسلسل الدنا، إذ يتم دمج خطوات تسلسل سانغر (التدوير الحراري وتنقية العينة والفصل الكهربائي الشعري) على شريحة بحجم الرقاقة باستخدام أحجام عينات في نطاق النانو ليتر. توفر هذه التقنية قراءات طويلة ودقيقة لتسلسل الدنا، مع الحد من العيوب الرئيسية لطريقة سانغر التقليدية (مثل الاستهلاك العالي للكواشف باهظة الثمن والاعتماد على أجهزة مكلفة والحاجة إلى تدخل بشري مكثف) وذلك من خلال دمج خطوات تسلسل سانغر وأتمتتها.